# Schraplau
Schraplau település Németországban, azon belül Szász-Anhalt tartományban. Lakosainak száma 1066 fő (2023. december 31.). Schraplau Obhausen és Farnstädt községekkel határos.

## Népesség
A település népességének változása:
| Lakosok száma | 1101 | 1073 | 1093 | 1073 | 1066 |
|               | 2017 | 2019 | 2021 | 2022 | 2023 |